# Náměšť nad Oslavou
Náměšť nad Oslavou (tjekkisk udtale: [ˈnaːmɲɛʃc ˈnat oslavou ]) er en by i distriktet  Třebíč i regionen Vysočina i Tjekkiet  med omkring 4.800 indbyggere. Den historiske bymidte er velbevaret og er beskyttet ved lov som en urban monumentzone.
Landsbyerne Jedov, Otradice og Zňátky er administrative dele af Náměšť nad Oslavou.

## Geografi
Náměšť nad Oslavou ligger omkring  20 km  øst for Třebíč og 31 km  vest for Brno. Den sydlige del af kommunens område med det meste af det bebyggede område ligger i Jevišovice højlandet. Den nordlige del ligger i Křižanov-højlandet og omfatter det højeste punkt af Náměšť nad Oslavou på 455 meter  over havets overflade. Byen ligger ved floden Oslava.

## Historie
Náměšť blev grundlagt omkring 1220. Den første skriftlige omtale af Náměšť er fra 1234, hvor slottet var ejet af Lomnices herrer. I det 14. og 15. århundrede blev Náměšť ofte erobret og ødelagt af forskellige hære. I 1304 blev Náměšť ødelagt af Kumanere, i 1408 af Lackos hær af Kravařere, og under hussitterkrigene af Sigismunds og Albert 2.'s hære.
Fra 1481 til 1563 var Náměšť igen ejet af Lomnices herrer. I 1563 blev det erhvervet af Jan den Ældre af Zierotin, som havde erstattet det gamle gotiske slot med en ny stor renæssanceresidens. Jans efterfølger Karl den Ældre af Zierotin solgte herregården til Albrecht von Wallenstein i 1628, som straks solgte den til huset Werdenberg. Familien Werdenberg ejede den indtil 1733.
Fra 1752 indtil godssystemet  manorialismens afskaffelse var Náměšť i Haugwitz-familiens besiddelse.Jernbanen blev bygget i 1866. I 1923 blev Náměšť nad Oslavou forfremmet til en by.

## Kultur
Siden 1986 har byen været vært for folkemusikfestivalen Folkové prázdniny ("Folkeferier").

## Seværdigheder
Byen er kendt for sin barokbro Náměšť nad Oslavou-broen. Det blev bygget i 1737 og er dekoreret af tyve skulpturer. Det har den rigeste skulpturelle udsmykning i Mæhren og den næstrigeste i landet efter Karlsbroen i Prag.
Náměšť nad Oslavou Slot er byens vigtigste vartegn og et nationalt kulturmonument. Det ligger på en bakketop over byen. Det blev bygget i 1572-1579. I dag er det åbent for offentligheden. Det omfatter en slotspark med værdifulde træer.
Johannes Døberens kirke på byens torv blev bygget i 1639. Den erstattede en gammel romansk kirkre. Præstegårdens nabokompleks med Sankt Annes kapel blev bygget i barokstil i 1740-1745.